# Monti dell'Arco Orientale
I Monti dell'Arco Orientale sono una catena montuosa che si sviluppa a cavallo tra il Kenya e la Tanzania.
Comprende:
- Monti Taita
- Monti Pare
- Monti Usambara
- Monti Nguru
- Ukaguru
- Monti Uluguru
- Monti Rubeho
- Monti Udzungwa
- Mahenge Escarpment
- Malundwe Hill
- Monti Uvidundwa